# Mixxx
MixxxはオープンソースのDJアプリ。このアプリは特にビートマッチングとして知られたミキシングスタイルに適している。 Mixxxはクロスプラットホームである。よく知られた音楽ファイルフォーマットにネイティブ対応している。MIDIやHIDで操作することができる。

## 概要
このプロジェクトは2001年に、一つのDJシステムとして博士論文のために始まった。
今日では、年間100万ダウンロードされる洗練されたアプリである。また、たくさんの共通機能としてのDJの解決策を含む。これは進化したMIDIやHIDのコントローラーをネイティブにサポートしている。GPL（v2.0以降）の下にライセンスされている。そして、全てのメジャーなパーソナルコンピュータと、そのオペレーティングシステムで動かすことができる。Mixxx 1.10.0は100を超える開発者とアーティストによって開発を助けられ作成された。